# Annouville-Vilmesnil
Annouville-Vilmesnil é uma comuna francesa na região administrativa da Normandia, no departamento de Sena Marítimo. Estende-se por uma área de 5,79 km². Em 2010 a comuna tinha 478 habitantes (densidade: 82,6 hab./km²).